# Tapirus tarijensis
Tapirus tarijensis es una especie de mamífero perisodáctilo extinto de la familia de los tapíridos y del género Tapirus que vivió en el Pleistoceno de América del Sur. 

## Características
Esta especie fue descrita originalmente por Carlos Ameghino en el año 1902, empleando como base material fragmentario colectado en el Pleistoceno del valle de Tarija, en el departamento de Tarija, sur de Bolivia.
Este material era un fragmento mandibular izquierdo mal conservado conteniendo PM2-PM4 in situ.  El espécimen tipo es: MACN-PV-1523, y está depositado en la colección Paleontología de Vertebrados del Museo Argentino de Ciencias Naturales “Bernardino Rivadavia”, Buenos Aires, Argentina.
Posteriormente fueron colectados otras muestras por parte de investigadores del Instituto de Investigación de Biología Evolutiva de Tokio, Japón, así como también se sumó material derivado de expediciones organizadas por el personal de la Universidad de Florida, EE. UU.
Un amplio estudio de todos los materiales colectados en los yacimientos fosilíferos de América del Sur referidos al género Tapirus llegó a la conclusión de que esta es una especie válida.
Tapirus tarijensis posee un cuerpo de gran tamaño, el cual se aproxima al  del viviente Tapirus indicus de Malasia, o al del extinguido Tapirus haysii de América del Norte.  
T. tarijensis fue la única especie conocida que habitó en el valle de Tarija durante esa época.
La edad de los sedimentos del valle de Tarija es controvertida, puesto que posee una mastofauna que incluye taxones que en general se identifican con el Ensenadense, pero también algunos que lo hacen con el Lujanense.
Sobre la base de análisis morfométricos de sus dientes se llega a la conclusión de que Tapirus tarijensis es significativamente mayor que Tapirus terrestris, Tapirus mesopotamicus, y Tapirus rondoniensis, similar en tamaño a otros grandes tapires fósiles o vivientes, tales como Tapirus indicus, Tapirus oliverasi,  y Tapirus haysii, y algo menor que Tapirus rioplatensis.

## Hábitat y alimentación
Este taxón, como cualquier integrante del género Tapirus, se asocia a climas cálidos, y ambientes de pluviselvas, sabanas o bosques húmedos de tipo tropical o subtropical cercanos a ríos; con dieta herbívora hojas, frutas, etc. los que logra asir gracia a la presencia de una probóscide en su hocico.